# برمپتون، کمبریج‌شر

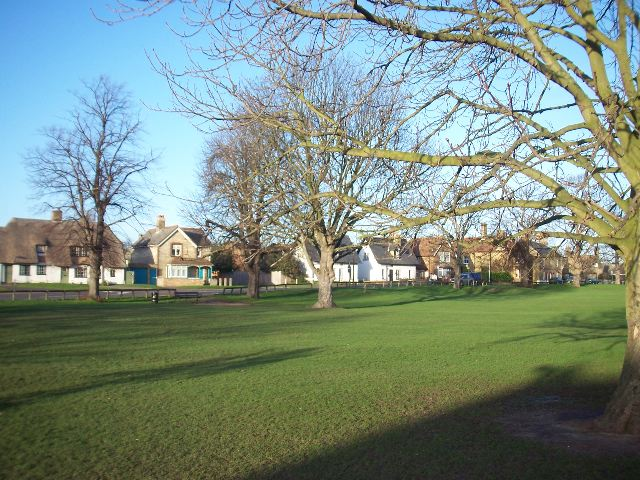
تصویری از چند خانه در این منطقه

برمپتون (به انگلیسی: Brampton) یک روستا و محله مدنی در بریتانیا است که در هانتینگدونشر واقع شده‌است. برمپتون ۴٬۸۶۲ نفر جمعیت دارد.